# Hans Stam
Hans Stam   (Cirebon, 2 d'abril de 1919 - la Haia, 25 de juny de 1996) va ser un waterpolista neerlandès que va competir durant la dècada de 1940.
El 1948 va prendre part en els Jocs Olímpics de Londres, on va guanyar la medalla de bronze en la competició de waterpolo.